# マックス・プランク天体物理学研究所
マックス・プランク天体物理学研究所 (独: Max-Planck-Institut für Astrophysik, 英: Max Planck Institute for Astrophysics, MPA) またはマックス・プランク宇宙物理学研究所は、ドイツバイエルン州ミュンヘンの北、ガルヒンク・バイ・ミュンヘンにある研究機関。マックス・プランク協会に属する数多くの科学研究機関の一つである。MPAは、理論天体物理学の研究において世界をリードする研究機関の1つであると広く考えられている。トムソン・ロイターによると、1999年から2009年にかけて、マックス・プランク協会全体では、物理学と宇宙科学の分野で、世界のどの研究機関よりも多くの論文を発表し、多くの被引用数を積み上げている。

## 歴史
マックス・プランク協会は、第二次世界大戦後に解散したカイザー・ウィルヘルム学術振興協会に取って代わる形で、1948年2月26日に設立された。この協会の名前は、量子論の創始者の一人であるマックス・プランクにちなんでいる。
MPAは、1958年に初代所長ルードヴィッヒ・ビーアマンの指揮の下、マックス・プランク物理学・天体物理学研究所の独立部門としてミュンヘンで設立された。1979年に現在のガルヒンク・バイ・ミュンヘンに移転。1991年に、マックス・プランク物理学・天体物理学研究所は、物理学、宇宙物理学、地球外物理学の3つの研究所に分割された。1995年には、数値相対論グループが、ポツダムのマックス・プランク重力物理学研究所として独立した。

## 組織
MPAは、天文学と天体物理学を専門とするマックスプランク研究所の一つである。その他には、ガルヒングのマックス・プランク地球外物理学研究所（MPAの隣に立地）、ハイデルベルクのマックス・プランク天文学研究所、ボンのマックス・プランク電波天文学研究所、ゲッティンゲンのマックス・プランク太陽系研究所、ゴルムのマックス・プランク重力物理学研究所（別名 アルバート・アインシュタイン研究所）などがある。
MPAは、地球外物理学研究所やヨーロッパ南天天文台の本部に隣接している。また、ルートヴィヒ・マクシミリアン大学ミュンヘンやミュンヘン工科大学との緊密な協力関係にある。
MPAには、常に約50名の科学者が在籍し、30名以上の博士課程の学生を指導し、約20名の客員研究員を受け入れている（年間約60名の訪問者が2週間以上滞在している）。
2020年現在、Volker Springel、Guinevere Kauffmann、小松英一郎の3名が所長を務める。

## 科学
MPAは、理論的な研究を中心に、天体物理学の幅広い分野をカバーしている。これらには以下が含まれる。
- 計算宇宙物理学（英語版）：銀河や銀河団、宇宙の大規模構造の大規模コンピュータシミュレーション。
- 現代宇宙論：インフレーション理論、宇宙の加速膨張など。
- 銀河の形成と進化：宇宙の再電離、宇宙マイクロ波背景放射など。
- 高エネルギー天体物理学：超大質量ブラックホール、銀河団、活動銀河核とクエーサー、X線連星、降着円盤など。
- 恒星物理学：超新星やガンマ線バーストなどの恒星の進化や恒星の爆発を含む。

## アウトリーチ活動
MPAは、天体物理学の概念を説明し、その発見を一般の人々に広めるために活動している。これらの活動には、MPAの科学者によって書かれた人気の科学記事、学校のグループを受け入れるイベント、一般公開イベント、一般向けに書かれた毎月の研究ハイライトなどがある。

## 大学院プログラム
マックス・プランク国際研究大学院 (IMPRS) は、天体物理学の博士号を提供する大学院プログラムである。この学校は、ルートヴィヒ・マクシミリアン大学ミュンヘンとミュンヘン工科大学の協力の下に運営されている。